# 段牙
段牙 （？—325年），中國十六國時期段部鮮卑的首領，遼西公。是前任首領段末波之弟。
325年末波去世後，段牙繼位。同年，由於當時的慕容部鮮卑首領－遼東公慕容廆，與段部鮮卑關係友好，因此建議段牙遷都，段牙接受他的意見，遂遷離都城令支（今中國河北省遷安市），部眾不滿。段牙的遠房堂兄弟，也是段部鮮卑第一位首領段日陸眷之孫的段遼打算篡奪，就以段牙遷都為罪狀率領部眾進攻，殺死段牙，自立為首領。
| 前任： 兄段末波 | 段部鮮卑首領 遼西公 325 | 繼任： 堂兄弟段遼 |